# 더우류시

더우류시의 위치

더우류시(한국어: 두륙시, 중국어: 斗六市, 병음: Dǒuliù Shì)는 중화민국 윈린현의 현할시이다. 넓이는 93.7151km2이고, 인구는 2015년 8월 기준으로 108,317명이다. 윈린현 정부의 소재지이다.

## 지리
더우류시는 윈린현의 동단, 자난 평원 북단과 중양산맥 서쪽 기슭의 구릉 지대의 접점에 위치하고 있다. 동쪽은 난터우현 주산진과 남쪽은 구컹향과 서쪽은 후웨이진, 더우난진과 북쪽은 츠퉁향, 린네이향과 접하고 있다. 동서 약 15km, 남북 16km이다.

## 교육
- 국립 윈린 과기대학

## 교통
- 타이완 철로관리국 종관선
- 국도 3호선